# Pellionia macroceras
Pellionia macroceras är en nässelväxtart som beskrevs av François Gagnepain. Pellionia macroceras ingår i släktet Pellionia och familjen nässelväxter. Inga underarter finns listade i Catalogue of Life.